# 섬

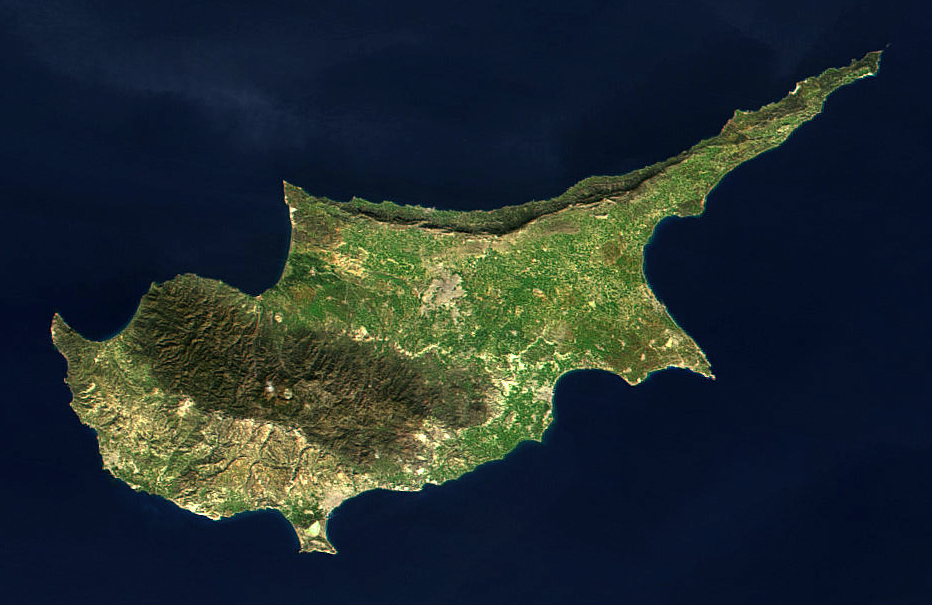
키프로스섬

섬은 바다로 완전히 둘러싸인 땅으로서 대륙보다 작고 암초보다는 큰 것을 말한다. 특히 사람이 살 수 없거나 살지 않는 섬은 무인도라고 한다. 적당히 큰 섬은 도(島, island)라 하고 작은 섬은 서(嶼, islet)라 하여, 이 둘을 통칭 도서(島嶼)라 한다. 섬이 많으면 통틀어 제도 또는 군도라고 한다

## 섬 크기 비교
세계에서 가장 큰 섬은 덴마크의 속령인 그린란드이다. 아시아에서 가장 큰 섬은 인도네시아와 말레이시아, 브루나이가 각각 분할 통치하고 있는 섬인 보르네오섬이며, 중국에서는 하이난섬이 가장 크다. 또한 대한민국에서 가장 큰 섬은 제주도이다.
또한 기네스 세계 기록의 세계에서 건물이 있는 가장 작은 섬은 영국 콘월주 실리 제도에 위치한, 비숍 록이다.

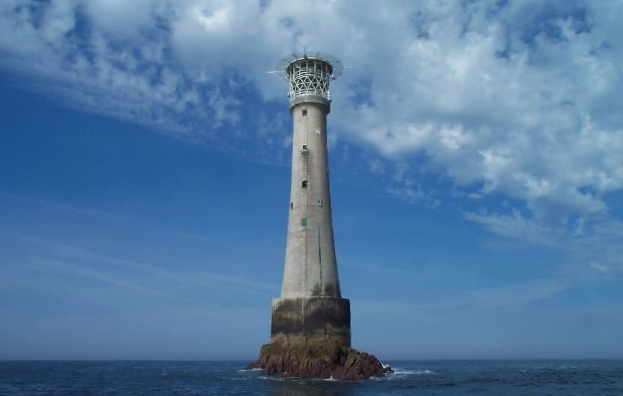
실리 제도의 섬인 비숍 록의 모습

## 분류
섬은 크게 육도(陸島)와 양도(洋島)로 나뉜다. 육도는 다시 ‘대륙의 단편에 해당되는 도서’, ‘호상열도’, ‘화산열도’로 세분된다.
안정된 대륙 지역에서 해면의 변화/완만한 조륙운동에 의해서, 육지의 주변부가 바다 속으로 함몰하여, 높은 부분이 섬이 됨으로써 대륙에서 분리되었다고 생각되는 경우가 있다. 그 예로는 순다 육붕 외에 보르네오섬과 싱가포르섬 등이 있다. 대륙의 주변부에 낡은 암석으로 형성되는 지역이 신기 조산운동의 영향을 받아 섬으로서 분리된 예로는 술라웨시섬·코르시카섬·사르데냐섬 등이 있다.
신기조산대의 연속부가 바다 가운데에서 열상으로 연결되어 있는 경우를 종종 볼 수 있다. 그 좋은 예는 서태평양에서 볼 수 있는데, 즉 알류샨 열도에서 일본 열도·타이완·필리핀 제도를 거쳐 남으로 뉴질랜드로 이어지는 호상열도가 대표적인 예이다. 이러한 호상열도가 해면 아래에 숨어 있거나 극히 일부분이 해면상에 나타날 경우 그 위에 발달한 대화산들은 화산열도를 형성하게 된다. 알류샨 열도, 쿠릴 열도, 뉴브리튼섬 등이 그 예다.
양도는, 해상에 독립적으로 발달하는 화산섬과 해저화산 같은 것 위에 발달하는 산호섬으로 구분된다. 화산섬의 좋은 예로서는 하와이 제도와 사모아 제도를 들 수 있으며, 산호섬의 좋은 예로서는 폴리네시아나 미크로네시아의 환초가 그 예다.

## 같이 보기
- 섬나라 근성(영어판)
- 섬나라
- 인공섬
- 면적순 섬 목록
- 인구순 섬 목록
- 한국의 섬

## 참고 문헌
- 이 문서에는 다음커뮤니케이션(현 카카오)에서 GFDL 또는 CC-SA 라이선스로 배포한 글로벌 세계대백과사전의 내용을 기초로 작성된 글이 포함되어 있습니다.